# Jardín Botánico de Valbonella
El Jardín Botánico de Valbonella (en italiano: Giardino Botanico di Valbonella) es una reserva de naturaleza y jardín botánico de unas 2 hectáreas de extensión ubicado en el Parco nazionale Foreste Casentinesi, Italia. 

## Localización
Localizado a una altitud de 700 metros, en Corniolo a unos 3 km de Santa Sofia.
Giardino botanico di Valbonella Parco Nazionale di Romagna, Santa Sofia, Provincia di Forlì-Cesena, Emilia-Romagna, Italia.
Planos y vistas satelitales.43°51′36″N 11°46′48″E / 43.86000, 11.78000
Se encuentra abierto al público en los meses cálidos del año.

## Historia
El Jardín fue establecido en 1983 por los gobiernos regional y provincial, en colaboración con el "Corpo Forestale", para la educación de los visitantes en general sobre el medioambiente natural de las montañas de los Apeninos. 

## Colecciones
Alberga unas 300 especies indígenas, con 3 senderos temáticos que reproducen el medioambiente de los Apeninos de Romaña, a través del bosque, humedal, y prado abierto. 
Numerosas plantas están marcadas con placas donde se indica su nombre científico, periodo de floración, etc.